# 2012–2013-as MOL Liga
A MOL Liga 2012-13-as szezonjának végeredménye:
1. Dab.Docler
2. HSC Csíkszereda

Elődöntőben kiestek:
- Miskolci Jegesmedvék
- HC Nové Zámky

## Lebonyolítás
A lebonyolítási rend a 2012-13-as idényben a következő:
A szeptember 7-től február 25-ig tartó alapszakaszban négy oda-vissza kört játszanak a csapatok (mindenkinek 48 meccs), és az első négy jut a rájátszásba. A playoff az elődöntőkkel startol. Az 1. helyen bejutó csapat ellenfelet választhat az elődöntőre további három csapatból; a maradék két csapat értelemszerűen egymás ellen játszik. Az elődöntők az egyik fél harmadik győzelméig, a döntő pedig a negyedikig folyik. Így a bajnokság legkésőbb március 26-ig tart.

## Alapszakasz
Az alapszakaszban kialakult sorrend:
1. Dab.Docler (106 pont)
2. Miskolci Jegesmedvék (91 pont)
3. HSC Csíkszereda (86 pont)
4. HC Nové Zámky (85 pont)
5. ASC Corona Brasov (85 pont)
6. Ferencváros-ESMTK (31 pont)
7. Újpesti TE (20 pont)

Rájátszásba jutottak az 1-4. helyezett csapatok.

## Rájátszás

### Elődöntők
Az elődöntők 3 nyert mérkőzésig zajlottak. Az első két mérkőzés és az 5. (ha szükséges) az alapszakaszban jobb helyen végzett csapatnál került megrendezésre, a 3-4. mérkőzés az ellenfélnél. Az eredményeket az alapszakaszban jobb helyen végzett csapat szempontjából adtuk meg. 
- DAB.Docler - Miskolci Jegesmedvék: 3:1 (7:2, 2:4, 4:1, 2:1 hu.)
- HSC Csíkszereda - HC Nové Zámky: 3:0 (5:3, 7:0, 4:1)

### Döntő
A döntő 4 nyert mérkőzésig tartott. Az 1-2. mérkőzés, valamint az 5. és 7. mérkőzés (ha szükséges) az alapszakaszban jobb helyen végzett csapatnál került megrendezésre, a 3-4. mérkőzés és a 6. mérkőzés az ellenfélnél.
DAB.Docler - HSC Csíkszereda: 4:2
A döntő mérkőzései:
1. DAB.Docler - HSC Csíkszereda: 2:0 (0:0, 1:0, 1:0) - 1:0
2. DAB.Docler - HSC Csíkszereda: 1:3 (0:0, 0:1, 1:2) - 1:1
3. HSC Csíkszereda - DAB.Docler: 3:4 hu. (2:2, 0:0, 1:1, 0:1) - 1:2
4. HSC Csíkszereda - DAB.Docler: 2:3 hu. (0:1, 0:0, 2:1, 0:1) - 1:3
5. DAB.Docler - HSC Csíkszereda: 1:2 hu. (1:0, 0:1, 0:0, 0:1) - 3:2
6. HSC Csíkszereda - DAB.Docler: 0:4 (0:0, 0:2, 0:2) - 2:4

## Külső hivatkozás
- Magyar Jégkorong Szövetség hivatalos honlapja